# بلدة نورثفيلد (ميشيغان)
نورثفيلد (بالإنجليزية: Northfield Township, Michigan)‏ هي بلدة تقع بولاية ميشيغان في الولايات المتحدة. تبلغ مساحتها 95 (كم²)، وترتفع عن سطح البحر 278 م، بلغ عدد سكانها 8245 نسمة في عام تعداد الولايات المتحدة 2010 حسب إحصاء مكتب تعداد الولايات المتحدة .

## وصلات خارجية
- twp-northfield.org
- The US50 - Cities and Towns in Michigan State
- Michigan Cities and Towns, Facts, Map, Flag, Colleges, Government, and More